# BOCCA
De BOCCA is een voormalige discotheek in het Belgische Destelbergen. Eerder heette de club Boccaccio, The Temple en Riva.

## Geschiedenis
De club werd opgericht in 1972 en was gelegen aan de Solariumdreef. Het gebouw was ingericht als een schip en gelegen aan een vijver. In de jaren 70 werd er disco, soul en funk gedraaid. Bekende dj's waren Dick Van Gelder en Phill Watts. In 1985 kreeg de club concurrentie naast de deur van de nachtclub Carrera. In 1986 werd de naam omgevormd tot Boccaccio Life International. Aan het roer van de discotheek stond Dirk De Maesschalck die de club omvormde naar het voorbeeld van megatempels op Ibiza, de Hyppodrome en The Rose in Londen.
De club verwierf vervolgens bekendheid als bakermat van de new beat. Kenmerkend voor dit genre was het trage tempo, de zware bassen en de vaak seksueel getinte teksten. Het genre was toevallig ontstaan toen verschillende toonaangevende dj's, die voorheen in de Belgische Popcorn-dancescene de routine hadden om platen extreem te pitchen om ze zo in een set te laten passen, deze techniek ook op de toen nieuwe pop, rock en electropop toepasten. Bekend is onder meer dj Marc Grouls, die in de club de 45 toerenplaat Flesh van A Split-Second draaide op 33 1/3 toeren en met de pitch-control op +8. Andere bekende dj's uit deze periode waren Olivier Pieters, Mike Thompson en Mario.
In 1991 moest de discotheek, die was uitgegroeid tot een megadancing, na drugsperikelen in eerste instantie een sluitingsuur (5 uur 's morgens) respecteren om vervolgens in 1993 "definitief" de deuren sluiten. In 2001 ging de discotheek onder de naam The Temple opnieuw open. In 2010 werd deze op haar beurt omgevormd tot Riva en klonk er uit de boxen electro, r&b en vocal trance. Sinds 2015 heette de club BOCCA. Onder deze naam sloot het complex de deuren op 26 april 2018.